# Ispartaspor
Ispartaspor est le seul club de football professionnel de la ville d’Isparta en Turquie. La plus grande réussite du club est d’avoir joué plusieurs années en Ligue 2 et sans avoir reléguer des ligues professionnels. Actuellement le club joue en Ligue 3.
Même si le club est très loin de ces années de réussite, il possède des supporters très fidèles. Il y a principalement deux groupes de supporters : Jeunesse 32 (32 Gençlik) et Jeunesse lycéenne 32 (32 Gençlik Lise), puis les petits groupements: matelot (Tayfa), place-gare (İstasyonmeydan).
Le président honoraire du club est Atakan Yazgan.
Les couleurs rose et verte du club viennent de la couleur de la fameuse Rose d’Isparta et de la feuille verte de la rose.

## Histoire d’Ispartaspor
Pour que la ville des roses puisse faire des compétitions dans les ligues professionnelles de football, le 11 octobre 1967 le premier pas a été fait pour fonder le club d’Ispartaspor. Après que le comité d’entreprenant a donné la demande de la fondation du club, du maillot et de l’écusson le club a pris le nom d'Ispartaspor.
Après 1 mois, les couleurs ont été immatriculées au club: rose et verte…
Après que les couleurs et le nom du club furent déterminés, il fallait créer une équipe qui puisse gagner les championnats. Les clubs « Doğanspor » et « Esnafspor » rejoignaient avec "un mariage" le 15 février 1968 Ispartaspor.
Une anecdote des jours de fondation d’un ancien footballeur d’Ispartaspor : « le premier local d’Ispartaspor a été ouvert avec la participation du commandant de l’infanterie et de l’artillerie Kenan Evren et du maire (Vali) Hilmi Öztürk. Les habitants de la ville s'attachèrent fortement et progressivement au club d’Ispartaspor. »
À partir de 1968 une nouvelle sensation commença pour Ispartaspor montant en ligue 3. Avec le leadership de Gazenfer Olcayto le club gagne son premier championnat de la saison 1975-1976. Après une période en ligue 2 Ispartaspor n’a pu empêcher les mauvais errements et le club a relégué en ligue 3 au cours de la saison 1982-1983. À la fin de la saison 1985-1986 le club retrouva une ambiance de champion et remonta en ligue 2 avec le leadership de Turgay Meto.
Ispartaspor a remporté durant son histoire 4 fois le championnat de ligue 3. Les 2 derniers championnats gagnés sont les saisons 1990-1991 et 1999-2000. Le dernier championnat a été remporté sous la houlette de leur ancien joueur Tarık Söyleyici.

## Galerie de photos

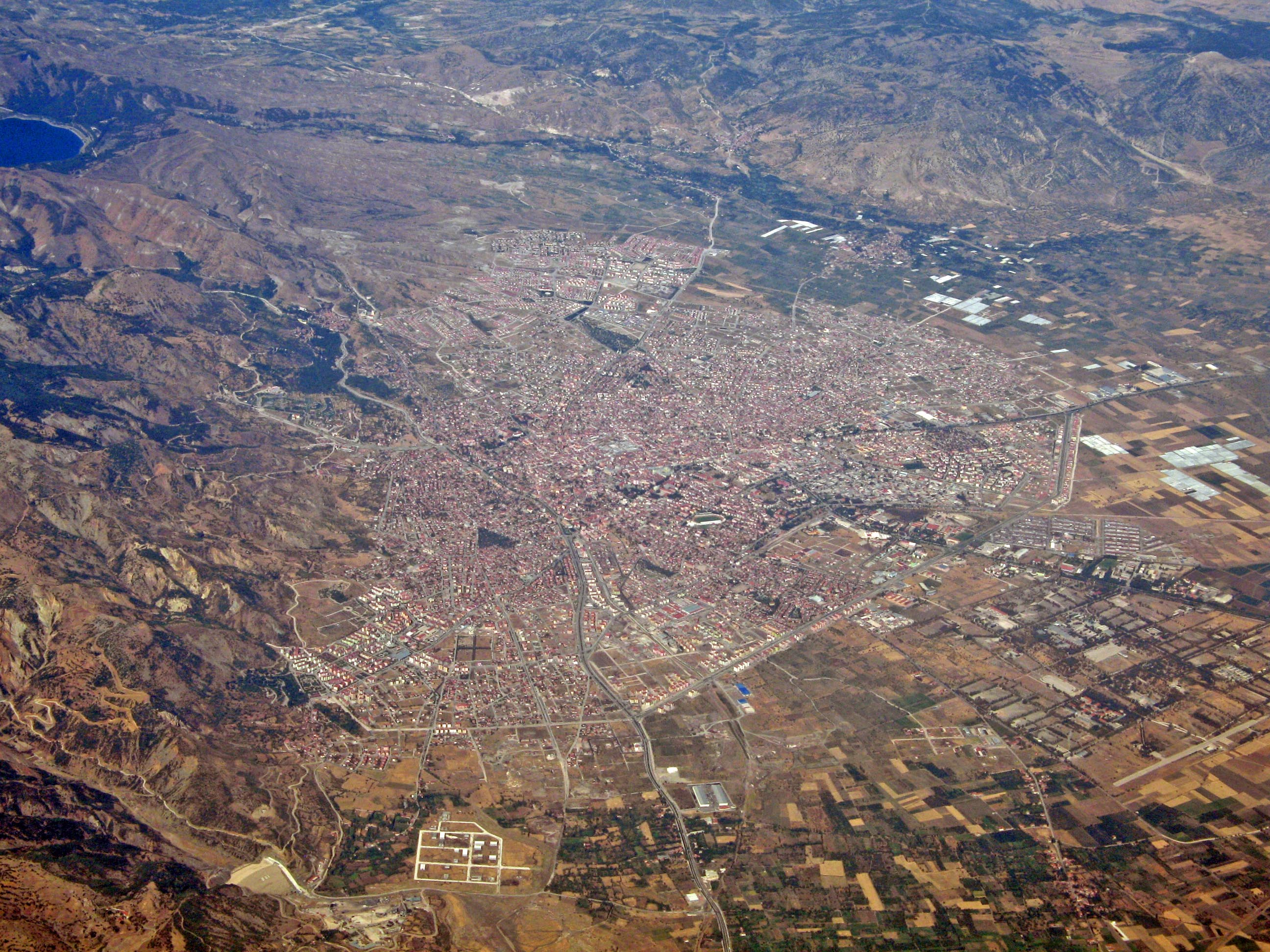
Isparta, Vue d'Isparta